# Алтенмаркт на Алцу
Алтенмаркт на Алцу (њем. Altenmarkt an der Alz) општина је у њемачкој савезној држави Баварска. Једно је од 35 општинских средишта округа Траунштајн. Према процјени из 2010. у општини је живјело 4.289 становника. Посједује регионалну шифру (AGS) 9189111.

## Географија
Алтенмаркт на Алцу се налази у савезној држави Баварска у округу Траунштајн. Општина се налази на надморској висини од 499 метара. Површина општине износи 26,1 km².

## Становништво
У самом мјесту је, према процјени из 2010. године, живјело 4.289 становника. Просјечна густина становништва износи 164 становника/km².